# Raveniola ovchinnikovi
Espèce
Raveniola ovchinnikovi est une espèce d'araignées mygalomorphes de la famille des Nemesiidae.

## Distribution
Cette espèce se rencontre au Kirghizistan dans la province de Tchouï et au Kazakhstan dans l'oblys de Djamboul dans le monts Kyrgyz et Chu-Ili,.

## Description
Le mâle holotype mesure 9,10 mm.

## Systématique et taxinomie
Cette espèce a été décrite par Zonstein en 2024.

## Étymologie
Cette espèce est nommée en l'honneur de Sergei V. Ovtchinnikov (1958–2007).

## Publication originale
- Zonstein, 2024 : « A revision of the spider genus Raveniola (Araneae, Nemesiidae). II. Species from Central Asia. » European Journal of Taxonomy, vol. 967, p. 1-185 (texte intégral).